# Jarlinson Pantano
Pour les articles homonymes, voir Pantano.
Pantano  Gómez est un nom espagnol. Le premier nom de famille, en général paternel, est Pantano ; le second, en général maternel, souvent omis, est Gómez.
Jarlinson Pantano Gómez, né le 19 novembre 1988 à Cali, est un coureur cycliste colombien professionnel depuis 2007. Il fait ses débuts professionnels au sein de l'équipe colombienne Colombia es Pasión. Il a notamment remporté une étape du Tour de France 2016. Il déclare mettre fin à sa carrière, après avoir été contrôlé positif à l'EPO. Cependant, une fois la sanction accomplie, il est enrôlé dans la formation EPM - GO RIGO GO.

## Biographie
Marié à Yesenia Narváez, ancienne "pistarde", avec qui il a un enfant. Depuis 2013, il a pour entraîneur personnel l'idole de son enfance Jhon Freddy García.

### 2007-2011: début de carrière chez Colombia
Membre de l'équipe colombienne Café de Colombia depuis 2007, il s'illustre sur plusieurs épreuves de la Coupe des Nations U23.
En 2008, il termine septième du Tour de l'Avenir. En 2009, il remporte la 5e étape de la Coupe des nations Ville Saguenay et l'année suivante il termine troisième du Tour de l'Avenir et meilleur grimpeur.
En 2012, il participe au projet insufflé par le ministre des sports colombien, Jairo Clopatofsky. Il est enrôlé dans la nouvelle équipe professionnelle Colombia - Coldeportes. Il s'installe avec ses coéquipiers à Brescia, pour disputer la saison cycliste européenne. Interviewé par le site de sa fédération, il avoue son plaisir de faire partie de cette expérience. Il a pour objectif personnel d'apporter le maximum à son équipe et de remporter une course. Selon lui, l'objectif de l'équipe est de bien figurer dans les courses du calendrier européen. Il déclare que pour lui, le froid qu'il trouve en Europe et l'éloignement des siens sont les choses les plus difficiles à affronter. Début mars, il dispute la Strade Bianche et apporte les premiers points, comptant pour l'UCI Europe Tour 2012, à sa formation. En compagnie de Juan Pablo Suárez, il intègre l'échappée matinale. Bien qu'elle soit reprise à plus d'une cinquantaine de kilomètres de l'arrivée, Pantano réussit à terminer dans un petit groupe qui finit à près de 4 minutes du vainqueur, Fabian Cancellara. Il prend la douzième place finale. Il rentre en Colombie, le 15 avril, après que le médecin de son équipe lui ait diagnostiqué un état de fatigue avec un dysfonctionnement hépatique, l'obligeant à un repos forcé. Après trois mois sans pouvoir disputer la moindre course, il revient en Italie pour participer au Grand Prix Nobili Rubinetterie. Cette période a été difficile à supporter pour Pantano. Alors qu'il ne pouvait monter sur un vélo, il voyait ses coéquipiers disputer des courses, comme le Tour du Trentin dont il avait fait un objectif. Il se dit heureux de pouvoir de nouveau courir mais nerveux de disputer l'épreuve italienne (ne sachant pas à quel niveau de forme, il se situe malgré de bonnes sorties d'entraînement). Lors de la seconde partie de la saison, il veut apporter sa contribution à l'équipe, en espérant remporter une victoire. Il avoue une préférence pour le Tour de Burgos et le Tour de Lombardie mais il ajoute qu'il ira courir, avec enthousiasme, où les directeurs sportifs lui diront. Il finit 59e sa course de rentrée, dans un groupe d'une cinquantaine de coureurs qui termine à 8 min 34 du vainqueur, Danilo Di Luca.
En 2014, il commence sa saison par le GP de la côte étrusque. Pantano finit dans le petit peloton qui se dispute la deuxième place, derrière l'homme échappé, Simone Ponzi. Il termine onzième, inscrivant ainsi ses premiers points à l'UCI Europe Tour 2014. Après l'Étoile de Bessèges, il dispute le Tour méditerranéen. Lors de la deuxième étape, Jarlinson Pantano s'échappe avec Jussi Veikkanen, ce qui lui permet d'endosser le maillot du meilleur grimpeur. Il le conserve jusqu'à l'arrivée, deux jours plus tard. Sept fois le meilleur de son équipe sur les vingt-et-une épreuves que sa formation a disputées avant le Tour d'Italie, Jarlinson Pantano fait tout naturellement partie de la sélection présente sur le Giro. Lors de la quatorzième étape, il s'immisce dans l'échappée initiale de vingt-et-un coureurs. Dans les derniers kilomètres qui mène au Sanctuaire d'Oropa, terme du parcours, Pantano est le seul à pouvoir suivre Dario Cataldo, pourtant ils doivent composer avec le retour de plusieurs hommes de l'échappée. Au sprint, même s'il passe furtivement en tête à 50 mètres de la ligne, il ne peut rien contre Cataldo et le retour de Enrico Battaglin, finalement vainqueur. Terminant exténué, sa troisième place ne le console pas d'être passé si près d'une première victoire dans un grand tour pour lui et son équipe. Il termine 32e de ce Giro.
En fin de saison 2014, il s'engage pour l'année 2015 avec l'équipe suisse IAM.

### 2015-2016: IAM
Pantano fait ses débuts avec IAM au Tour Down Under, en Australie, première épreuve de l'UCI World Tour. Il en prend la neuvième place. En juillet, il dispute le Tour de France en tant qu'équipier de Mathias Frank en montagne.
Il réalise une très belle course, se montrant souvent à l'avant dans les échappées. Il termine 19e et son leader Mathias Frank, 8e.
L'année suivante, en 2016, toujours avec IAM, il se montre à son avantage sur le Tour de Suisse où il gagne la dernière étape et finit quatrième au classement général de l'épreuve. Sur le Tour de France, il montre de belles qualités de descendeur pour gagner la 15e étape à Culoz en battant au sprint le Polonais Rafał Majka. En septembre, il signe un contrat de deux ans avec la formation Trek-Segafredo.

### 2017-2019: contrat chez Trek et contrôle positif
Parti en 2017 chez Trek-Segafredo, il peine à confirmer ses résultats : il ne remporte qu'une course, le contre-la-montre du championnat de Colombie, et échoue à la seconde place de la course en ligne du même championnat ainsi que de la 19e étape du Tour d'Espagne.
En 2018, sa victoire lors de la 5e étape du Tour de Catalogne est son seul fait d'arme de la saison. L'année suivante, il est contrôlé positif hors compétition à l'EPO le 26 février 2019 et suspendu jusqu'à nouvel ordre par l'UCI le 15 avril suivant. Il est également suspendu par son équipe Trek-Segafredo. En juin, il annonce alors prendre sa retraite sportive, tout en clamant son innocence,. Onze mois après voir pris cette décision, Pantano reçoit la sanction de l'UCI : quatre ans de suspension (pour avoir enfreint le règlement antidopage de la fédération).

### Période de suspension
En octobre 2019, il se présente en vue des élections municipales et départementales du pays, dans le but d'intégrer le Conseil municipal de Cali au sein du Parti social d'unité nationale (Partido de la Unidad Nacional), mais n'est pas élu.

### Avril 2023: EPM - GO RIGO GO
L'équipe EPM - GO RIGO GO annonce avoir enrôlé Jarlinson Pantano, pour tout le reste de la saison, et ce quelques jours seulement après la fin de sa suspension, longue de quatre ans. La nouvelle tombe avec surprise, étant donné que Pantano avait annoncé la fin de sa carrière sans attendre la notification officielle de sa sanction. Au mois de juin, il participe au Tour de Colombie. Il ne continue pas l'expérience au-delà de l'été.

### 2025: Président de Ligue
Fin avril, Jarlinson Pantano devient président de la ligue de cyclisme de Valle, son département d'origine.

## Palmarès sur route
- 2008
  - 2e du Grand Prix Guillaume Tell[28].
  - 3e du Tour du Loiret
  - 7e du Tour de l'Avenir[29].
- 2009
  - 5e étape de la Coupe des nations Ville Saguenay
- 2010
  -  Classement du meilleur grimpeur du Tour de l'Avenir
  - 3e du Tour de l'Avenir
- 2011
  - 7e étape du Tour de Colombie
- 2015
  - 9e du Tour Down Under
- 2016
  - 8e étape du Tour de Suisse
  - 15e étape du Tour de France
  - 4e du Tour de Suisse
- 2017
  -  Champion de Colombie du contre-la-montre
  -  2e du championnat de Colombie sur route
- 2018
  - 5e étape du Tour de Catalogne

## Palmarès sur piste

### Championnats de Colombie
- Medellín 2010
  -  Médaillé d'argent de la poursuite par équipes (avec Armando Cárdenas, Edwin Ávila et Camilo Suárez)[30].
- Bogota 2011
  -  Médaillé d'argent de la poursuite par équipes (avec Brayan Ramírez, Camilo Suárez et Dubán Agudelo)[31].
- Medellín 2014
  -  Médaillé de bronze de la poursuite par équipes (avec Juan Martín Mesa, Cristian Tamayo et Dalivier Ospina)[32].
  -  Médaillé de bronze de la course aux points[33].
- Medellín 2016
  -  Médaillé d'or de la poursuite par équipes (avec Dalivier Ospina, Juan Martín Mesa et Bryan Gómez)[34].
  -  Médaillé d'argent de la course aux points[35].
- Medellín 2023
  -  Médaillé d'argent de la poursuite par équipes (avec Juan Pablo Zapata, Bryan Gómez et Heberth Gutiérrez)[36].

## Résultats sur les grands tours

### Tour de France
3 participations
- 2015 : 19e
- 2016 : 19e, vainqueur de la 15e étape
- 2017 : 46e

### Tour d'Italie
3 participations
- 2013 : 46e
- 2014 : 32e
- 2018 : 54e

### Tour d'Espagne
1 participation
- 2017 : 33e

## Classements mondiaux
| Année            | 2008 | 2009  | 2010 | 2011 | 2012  | 2013  | 2014 | 2015 | 2016 | 2017 |
| ---------------- | ---- | ----- | ---- | ---- | ----- | ----- | ---- | ---- | ---- | ---- |
| UCI World Tour   |      |       |      |      |       |       |      | 110e | 41e  | 121e |
| UCI America Tour |      | 247e  | 365e |      |       |       |      |      |      |      |
| UCI Europe Tour  | 378e | 1174e | 469e |      | 1124e | 1034e | 348e |      |      |      |